# Desire (singel U2)
Desire – singel rockowej grupy U2, pochodząca z jej wydanego w 1988 roku albumu, Rattle and Hum. Została wydana jako singel i była pierwszym utworem zespołu, który znalazł się na pierwszym miejscu w Wielkiej Brytanii.
Piosenka ukazała się na dwóch kompilacyjnych płytach grupy: The Best of 1980-1990 i U218 Singles.
Wcześniejsza wersja utworu, w studyjnej formie znalazła się na filmie Rattle and Hum.

## Lista utworów

### MC: Island / 99250-4 (Stany Zjednoczone)
1. "Desire" (2:59)
2. "Hallelujah (Here She Comes)" (4:12)

### MC: Island / CISX400 (Wielka Brytania)
1. "Desire (Hollywood Remix)" (9:23)

- Kaseta promocyjna.

### 7": Island / IS400 (Wielka Brytania)
1. "Desire" (2:59)
2. "Hallelujah (Here She Comes)" (4:12)

### 12": Island / 12IS400 (Wielka Brytania)
1. "Desire" (2:59)
2. "Hallelujah (Here She Comes)" (4:12)
3. "Desire (Hollywood Remix)" (5:23)

### 12": Island / 12ISX400 (Wielka Brytania)
1. "Desire (Hollywood Remix)" (9:23)

- Promocyjne 12".

### CD: Island / CIDP400 (Wielka Brytania)
1. "Desire" (2:59)
2. "Hallelujah (Here She Comes)" (4:12)
3. "Desire (Hollywood Remix)" (5:23)

## Pozycje na listach przebojów
| Rok  | Lista                                         | Pozycja |
| ---- | --------------------------------------------- | ------- |
| 1988 | Australia (ARIA Charts)                       | #1      |
| 1988 | Wielka Brytania (UK Singles Chart)            | #1      |
| 1988 | Stany Zjednoczone (Modern Rock Tracks)        | #1      |
| 1988 | Stany Zjednoczone (Mainstream Rock Tracks)    | #1      |
| 1988 | Stany Zjednoczone (Billboard Hot 100)         | #3      |
| 1988 | Stany Zjednoczone (Hot Dance Music/Club Play) | #37     |